# فوتاناری

فوتاناری (به انگلیسی: Futanari) (به ژاپنی: 二成, 二形; ふたなり) که به دو شکل دوحالته یا دوگانه معنا می‌شود، واژه‌ای ژاپنی برای بیان حالت نرماده یا تلفیق نر و ماده با هم است، که در معنای وسیع‌تر برای خصوصیات آندروجینی نیز به‌کار می‌رود.
خارج از ژاپن، این اصطلاح برای توصیف ژانری متداول از پورنوگرافی اروگه، انیمه، و مانگا استفاده می‌شود، که شامل شخصیت‌هایی است که ویژگی‌های جنسی اولیهٔ هر دو جنسیت زن و مرد را نشان می‌دهد. در زبان امروزی، این اصطلاح صرفاً به شخصیت‌هایی اطلاق می‌شود که به‌طور کلی بدنی زنانه دارند، اما دارای اندام جنسی اولیه نر و ماده هستند (اگرچه بیضه/واژن همیشه وجود ندارند، در حالی که آلت نری، در کنار واژن یا بیضه همیشه حضور دارند). تا ۱۶۴۴، جذبه ابهامات جنسیتی شخصیت‌های فوتاناری به‌وسیله بازیگران اوناگاتا ((به انگلیسی: Onnagata) (به ژاپنی: 女形・女方)) که عنصری محبوب در نمایشنامه ژاپنی بود تصویرسازی می‌شد؛ ولی شکوفایی سبک انیمه و مانگای فوتاناری امروزه در ژاپن وجود دارد.

## در انیمه و مانگا

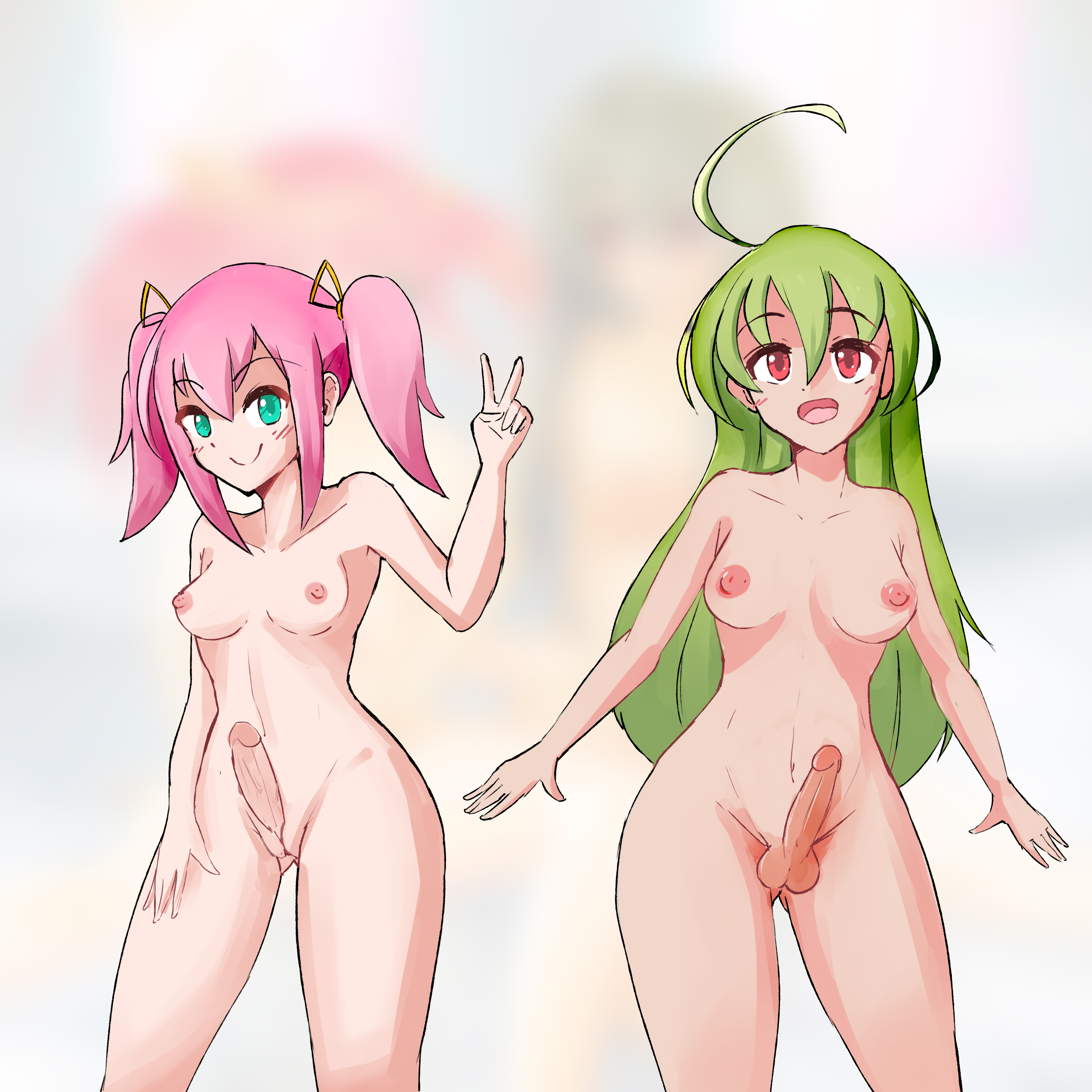
تصویر نمونه‌ای از دو نوع فوتاناری: یکی با بیضه (راست) و دیگری بدون بیضه (چپ)؛ هر دو دارای پستان، آلت مردانه و واژن هستند.

در اصل، زبان ژاپنی به هر شخصیت یا شخص واقعی که دارای ویژگی‌های نرینگی و صفات زنانه است، تحت عنوان فوتاناری اشاره دارد. این مسئله در دهه ۱۹۹۰ (میلادی) دستخوش تغییر گردید و شخصیت‌های فوتاناری در انیمه و مانگا محبوب‌تر شدند.
امروزه این اصطلاح معمولاً به هنر ترسیم خیالی، به شکل زنانه، و نرماده اشاره دارد. فوتاناری همچنین به عنوان واژه‌ای برای یک ژانر خاص در رسانه‌های مرتبط با هنتای (انیمه یا مانگای پورنوگرافی) استفاده می‌شود، که چنین شخصیت‌هایی را به تصویر می‌کشد. به منظور وجه تمایز بین شخصیت‌های داستانی و یک ترازن حقیقی، زبان ژاپنی از واژهٔ نیوهف (به ژاپنی: ニューハーフ nyūhāfu) به سبک انگلیسی الهام گرفته است.